# NGC 815
NGC 815 је галаксија у сазвежђу Кит која се налази на NGC листи објеката дубоког неба.
Деклинација објекта је - 15° 48' 46" а ректасцензија 2h 10m 39,4s. Привидна величина (магнитуда) објекта NGC 815 износи 15,5 а фотографска магнитуда 16,5.